# Llista de programes de Catalunya Ràdio
Aquesta és una llista dels programes de Catalunya Ràdio. La llista no és exhaustiva i ordenada per gèneres audiovisuals.
| Nom programa                                           | Presentador/a | Data emissió                 | Gènere                                      | Emissora                                 |
| ------------------------------------------------------ | --- | ---------------------------- | ------------------------------------------- | ---------------------------------------- |
| Això és Hollywood!                                     | Carles Pérez i Àlex Gorina | 1990-1993                    | Concurs                                     | Catalunya Ràdio                          |
| Duros a quatre pessetes                                | Sílvia Tarragona | Estius 1990-1991             | Concurs                                     | Catalunya Ràdio                          |
| Els optimistes                                         | Àngel Llàcer i Manu Guix (2012-2014) Sergi Vives i Manu Guix (2014-2015) | 2012-2015                    | Concurs                                     | Catalunya Ràdio                          |
| Els socorristes                                        | Xavi Canalias i Albert Vico | Estiu 2015                   | Concurs                                     | Catalunya Ràdio                          |
| L'apocalipsi                                           | Elisenda Carod, Elisenda Pineda i Charlie Pee | 2019-2021                    | Concurs                                     | Catalunya Ràdio                          |
| L'aventura és l'aventura                               | Josep Maria Bachs | 1986                         | Concurs                                     | Catalunya Ràdio                          |
| Pasta gansa                                            | Miquel Calçada | 1988-1997                    | Concurs                                     | Catalunya Ràdio                          |
| Crims                                                  | Carles Porta | 2018-                        | Crònica negra                               | Catalunya Ràdio                          |
| Babel                                                  | Claudi Puchades | 1992-2001                    | Cultural                                    | Catalunya Ràdio                          |
| Cafè Àfrica                                            | Albert Puig | Estiu 2021                   | Cultural                                    | Catalunya Ràdio                          |
| Ciutat Maragda                                         | David Guzman | Estiu 2017-2020, 2018-       | Cultural                                    | Catalunya Ràdio                          |
| El nas de Cleòpatra                                    | Enric Calpena i Oriol Junqueras | 2006-2007                    | Cultural                                    | Catalunya Ràdio                          |
| En guàrdia!                                            | Enric Calpena | 2001-                        | Cultural                                    | Catalunya Ràdio                          |
| Germans de lluna                                       | Àlex Gorina | Estius 1997-1999             | Cultural                                    | Catalunya Ràdio                          |
| La finestra indiscreta                                 | Àlex Gorina (1987-2024) Toni de la Torre (2024-) | 1987-                        | Cultural                                    | Catalunya Ràdio                          |
| Més enllà de mitjanit                                  | Àlex Gorina | Estius 1992-1996             | Cultural                                    | Catalunya Ràdio                          |
| New look                                               | Claudi Puchades | 1991                         | Cultural                                    | Catalunya Ràdio                          |
| Tornarem a vèncer                                      | Josep Maria Solé i Sabaté | 2006-Anys 2000               | Cultural                                    | Catalunya Ràdio                          |
| De boca a boca                                         | Llorenç Torrado | 1986                         | Cuina i alimentació                         | Catalunya Ràdio                          |
| Receptes il·lustrades                                  | Llorenç Torrado | 1991                         | Cuina i alimentació                         | Catalunya Ràdio                          |
| Un restaurant caníbal a Berlín                         | Paula Molés | 2018-                        | Cuina i alimentació                         | Catalunya Ràdio                          |
| Aquesta és la qüestió                                  | Sílvia Cóppulo | 1990                         | Debat                                       | Catalunya Ràdio                          |
| El cafè de la República                                | Joan Barril | 2005-2014                    | Debat                                       | Catalunya Ràdio                          |
| L'oracle                                               | Xavier Grasset (2006-2015) Xavi Freixes(2015-2016) | 2006-2016                    | Debat                                       | Catalunya Ràdio                          |
| L'orquestra                                            | Jordi Vendrell | 1987-1992                    | Debat                                       | Catalunya Ràdio                          |
| La tertúlia                                            | |                              | Debat                                       | Catalunya Ràdio                          |
| Postres de músic                                       | Josep Maria Solé i Sabaté | 1992-2004                    | Debat                                       | Catalunya Ràdio                          |
| Eduqueu les criatures                                  | Carles Capdevila | 2006-2010                    | Divulgatiu                                  | Catalunya Ràdio                          |
| Les mil i una nits                                     | Maria de la Pau Janer | 2006-2018                    | Divulgatiu                                  | Catalunya Ràdio                          |
| Reptes del segle                                       | Eduard Boet | 2000-Anys 2000               | Divulgatiu                                  | Catalunya Ràdio                          |
| Solidaris                                              | Rita Marzoa (2008-2015) Adrià Bas (2015-2017) Albert Segura (2015-2017) Mercè Folch (2020-) | 2008-                        | Divulgatiu                                  | Catalunya Ràdio                          |
| Sorbets de ciència                                     | Adolf Tobeña | Finals 90s-Anys 2000         | Divulgatiu                                  | Catalunya Ràdio                          |
| Àngel Casas i companyia                                | Àngel Casas |                              | Entrevista                                  | Catalunya Ràdio                          |
| El divan, amb Sílvia Cóppulo                           | Sílvia Cóppulo | 2017-2020                    | Entrevista                                  | Catalunya Ràdio                          |
| Fil directe                                            | Àngels Barceló | Anys 80                      | Entrevista                                  | Catalunya Ràdio                          |
| El club de la mitjanit                                 | Pere Escobar (2009-2015) Francesc Garriga (2015-2020) Xavi Campos (2020-) | 2009-                        | Esports                                     | Catalunya Ràdio                          |
| Els millors anys de la nostra vida                     | Bernat Soler | Anys 2000                    | Esports                                     | Catalunya Ràdio                          |
| Força esports                                          | Lluís Canut |                              | Esports                                     | Catalunya Ràdio                          |
| Futbol català                                          | Marc Marbà |                              | Esports                                     | Catalunya Ràdio                          |
| La ronda                                               | Martí Roman Navarro |                              | Esports                                     | Catalunya Ràdio                          |
| L'esport al punt                                       | Santi Carreras |                              | Esports                                     | Catalunya Ràdio                          |
| No ho diguis a ningú                                   | Jordi Basté | 1996-2004                    | Esports                                     | Catalunya Ràdio                          |
| La transmissió d'en Puyal - LaTdP                      | Joaquim Maria Puyal | 1985-2018                    | Esports (Transmissió)                       | Catalunya Ràdio                          |
| LaTdT                                                  | Ricard Torquemada i Bernat Soler | 2018-                        | Esports (Transmissió)                       | Catalunya Ràdio                          |
| Tot Gira                                               | Xavier Grasset i Òscar Fernández (2004-2006) Quico Sanchís i Oriol Rodríguez (2006-2007) Marc Negre (2007-2013) David Cluplés (2013-) | 2004-                        | Esports (2004-) i entreteniment (2004-2007) | Catalunya Ràdio                          |
| Que no surti d'aquí!                                   | Roger Carandell, Juliana Canet i Marta Montaner | 2023-                        | Entreteniment                               | Catalunya Ràdio                          |
| Alguna pregunta més?                                   | Antoni Bassas i Manel Fuentes (1994-2000) Carles Capdevila (2000-2007) Guillem Zaragoza (2007-2008) Xavi Cazorla (2012-2021) | 1994-2008 2012-2021          | Humor                                       | Catalunya Ràdio                          |
| El búnquer                                             | Peyu, Jair Domínguez i Neus Rossell | 2020-2025                    | Humor                                       | Catalunya Ràdio                          |
| El lloro, el moro, el mico i el senyor de Puerto Rico  | La Mercantil Radiofònica (Jordi Vendrell, Ramon Barnils i Quim Monzó) | 1983-1985                    | Humor                                       | Catalunya Ràdio                          |
| El mínim esforç                                        | La Mercantil Radiofònica (Jordi Vendrell, Ramon Barnils i Quim Monzó) | 1985-1987                    | Humor                                       | Catalunya Ràdio                          |
| L'última hora del matí de Catalunya Ràdio              | Quim Morales, Joel Díaz, Charlie Pee (2021-2023), Aïda Fita (2023-2024), Jordi Ramoneda, Xavier Pérez Esquerdo | 2021-2024                    | Humor                                       | Catalunya Ràdio                          |
| Problemes domèstics                                    | Manel Fuentes | 2006-2009                    | Humor                                       | Catalunya Ràdio                          |
| Tot és molt confús                                     | Pere Mas | 2009-2012                    | Humor                                       | Catalunya Ràdio                          |
| Kids XS                                                | Pau Guillamet | 2020-                        | Infantil                                    | iCat Catalunya Ràdio                     |
| Ui, avui!                                              | |                              | Infantil                                    | Catalunya Ràdio                          |
| Catalunya any 0. Escoltar el virus                     | Laura Rosel | 2020-2021                    | Informatiu                                  | Catalunya Ràdio                          |
| Catalunya matí                                         | Carles Cuní i Manel Sarrau (1986-1987) Joan Maria Clavaguera (1989-1990) Neus Bonet (1990-1991) Carles Prunera (1993-1994) Marta Romagosa (1995-1996) Gaspar Hernàndez (1997-1998) Lluís Urpí (2001-2006) Rita Marzoa i Lluís Urpí (2006-2007) Marta Bellés i Rita Marzoa (2007-2008) Francesc Soler (-2011) Marta Sánchez (2011-?) | 1986-                        | Informatiu                                  | Catalunya Ràdio                          |
| Catalunya migdia                                       | Neus Bonet (Abans de 2007-2014) Óscar Fernandez (2015-2021;2023-) Gemma Bonet (2021-) |                              | Informatiu                                  | Catalunya Ràdio                          |
| Catalunya nit                                          | Ramon Pellicer (1987 - 1990) Àngels Barceló (1991-1992) Rafael de Ribot (1995-1998) Gaspar Hernàndez (1999-2005) Lluís Urpí (2007-2008) Kílian Sebrià (2019-2023) Manel Alías (2023-) | Anys 80-2005 2007-2008 2019- | Informatiu                                  | Catalunya Ràdio                          |
| Catalunya vespre                                       | Jordi Lucea (1989-1990) Ramon Pellicer (1990-1992) Eduard Boet (1993-1994) Manel Laborda (1995-1996) Ramon Montserrat (1996-1997) Marta Romagosa (1997-1998) Kílian Sebrià (2002-2019) | 1989-2019                    | Informatiu                                  | Catalunya Ràdio                          |
| Filling the sink                                       | Lorcan Doherty | 2021-                        | Informatiu                                  | Podcast                                  |
| L'informatiu del migdia                                | Cristina Ferrer (1983-1985) Eugeni Cabanes (1985-1986) Joan Carles Peris (1987-1988) Manel Sarrau (1989-1990) Kílian Sebrià (1990-1991) Jordi Lucea (1993-2004) Xavier Vilà (2004-2006) Martí Farrero (2006-2008) Marc Vidal (2008-2009) Victòria Vilaplana (2009-2011) Marta Romagosa (2011-2012) Neus Bonet (2012-2013)           | 1983 - 2013                  | Informatiu                                  | Catalunya Ràdio                          |
| L'informatiu del vespre                                | Manel Sarrau (1985-1986) Joan Catà (1987-1988) |                              | Informatiu                                  | Catalunya Ràdio                          |
| Primera nota                                           | |                              | Informatiu                                  | Catalunya Ràdio                          |
| Adolescents iCat                                       | Roger Carandell, Long Li Xue | 2018-2021                    | Juvenil                                     | iCat                                     |
| Adolescents XL                                         | Roger Carandell | 2021-2022                    | Juvenil                                     | Catalunya Ràdio                          |
| XL                                                     | Roger Carandell, Marta Montaner i Juliana Canet | 2022-2023                    | Juvenil                                     | Catalunya Ràdio                          |
| Diccionari Adolescent-Adult                            | |                              | Juvenil                                     | Podcast                                  |
| Miki Moto Club                                         | Miquel Calçada |                              | Juvenil                                     | Catalunya Ràdio                          |
| Adelina Bulevard                                       | Adelina Castillejo | 1984-1988                    | Magazín                                     | Catalunya Ràdio                          |
| Bufet lliure                                           | Josep M. Bachs i Paca Fosalba (dilluns; dimarts a partir de setembre 1990) Ramon Barnils, Quim Monzó, Sergi Pàmies i Ferran Torrent (dimarts) Jaume Lorés (dimecres 1990) Sílvia Cóppulo (dimecres 1991) Joan Barril i Joan Ollé (dijous) El Tricicle (divendres fins a setembre de 1990) Àlex Gorina (divendres 1990-1991)         | 1990-1991                    | Magazín                                     | Catalunya Ràdio                          |
| El secret                                              | Sílvia Cóppulo | 2009-2011                    | Magazín                                     | Catalunya Ràdio                          |
| Sense cadenes (1985) El matí de Josep Cuní (1986-1995) | Josep Cuní | 1985-1995                    | Magazín                                     | Catalunya Ràdio                          |
| El matí de Catalunya Ràdio                             | Antoni Bassas (1995-2008) Neus Bonet (2008-2009) Manel Fuentes (2009-2013) Mònica Terribas (2013-2020) Laura Rosel (2020-2023) Ricard Ustrell (2023-) | 1995-                        | Magazín                                     | Catalunya Ràdio                          |
| El diumenge tot s'ho menja                             | Sílvia Cóppulo | Anys 80s                     | Magazín                                     | Catalunya Ràdio                          |
| El suplement                                           | Xavier Solà (1988-2008) Núria Ferré (2008-2010) Tatiana Sisquella (2010-2011) Sílvia Cóppulo (2011-2015) Ricard Ustrell (2015-2018) Roger Escapa (2018-) | 1988-                        | Magazín                                     | Catalunya Ràdio                          |
| Estat de Gràcia                                        | Roger de Gràcia | 2016-2021                    | Magazín                                     | Catalunya Ràdio                          |
| Estiu de Gràcia                                        | Adam Martín | Estius de 2017-2021          | Magazín                                     | Catalunya Ràdio                          |
| La solució                                             | Adelina Castillejo (1990-1993) Carles Pérez (1993-1998) | 1990-1998                    | Magazín                                     | Catalunya Ràdio                          |
| La tarda de Catalunya Ràdio                            | Òscar Fernández i Elisenda Carod (2021-2022) Elisenda Carod (2022-) | 2021-                        | Magazín                                     | Catalunya Ràdio                          |
| La terrassa                                            | |                              | Magazín                                     | Catalunya Ràdio                          |
| La tribu de Catalunya Ràdio                            | Tatiana Sisquella (2011-2013) Xavi Rosiñol (2013-2016) | 2011-2016                    | Magazín                                     | Catalunya Ràdio                          |
| On vols anar a parar?                                  | Llucià Ferrer | 2006-2008                    | Magazín                                     | Catalunya Ràdio                          |
| Tu a la teva                                           | |                              | Magazín                                     | Catalunya Ràdio                          |
| Versió original                                        | Toni Clapés | 1997-2005                    | Magazín                                     | Catalunya Ràdio                          |
| Àrea Reservada                                         | |                              | Musical                                     | Catalunya Ràdio                          |
| Carta de clàssics                                      | |                              | Musical                                     | Catalunya Ràdio                          |
| Dia a dia, rock a rock                                 | |                              | Musical                                     | Catalunya Ràdio                          |
| De memòria                                             | Àngel Casas | Estiu 2008                   | Musical                                     | Catalunya Ràdio                          |
| El soterrani                                           | Ignasi Julià, Xavier Escuder i David Talleda | 1994-1998                    | Musical                                     | Catalunya Ràdio                          |
| Èxit                                                   | Salvador Escamilla (1990-2000) Albert Puig (2000-2001) | 1990-2001                    | Musical                                     | Catalunya Ràdio                          |
| Fixa't com sona                                        | Xavier Solà | Estius 1995-2008             | Musical                                     | Catalunya Ràdio                          |
| I bona hora                                            | |                              | Musical                                     | RAC                                      |
| iCatExprés                                             | Franc Lluís Giró | 2019-                        | Musical                                     | Catalunya Ràdio                          |
| Jack el llop                                           | | 1984-Anys 80                 | Musical                                     | RAC                                      |
| L'audiovisual                                          | Àlex Gorina |                              | Musical                                     | Catalunya Ràdio                          |
| La música d'Albert Mallofré                            | Albert Mallofré | 1987-1991                    | Musical                                     | Catalunya Ràdio                          |
| Les músiques del Sr. Marcel·lí Virgili                 | Jaume Nolla | Estius 1999-2000             | Musical                                     | Catalunya Ràdio                          |
| Mans                                                   | Quim Rutllan (2004-) Ester Plana (2006-2021) | 2004-                        | Musical                                     | Catalunya Ràdio                          |
| Música directa                                         | |                              | Musical                                     | Catalunya Ràdio                          |
| Rotllana oberta                                        | Josep Ventura i Miquel Calçada(1984) Josep Ventura i Maite Sadurní(1984) Josep Ventura i Magda Llurba (1985-1989) Josep Ventura i Dolors Busquets (1989-2001) Quim Rutllant i Dolors Busquets (2001-2004) | 1984-2004                    | Musical                                     | Catalunya Ràdio                          |
| Sempre ens quedarà París                               | Blanca Busquets | 2000-2008                    | Musical                                     | Catalunya Ràdio                          |
| Si us plau, Beatles                                    | |                              | Musical                                     | Catalunya Ràdio                          |
| Slag-tag                                               | Àngels Bronsoms | 1984-Anys 80                 | Musical                                     | RAC Catalunya Ràdio                      |
| Solistes                                               | |                              | Musical                                     | Catalunya Ràdio                          |
| T'agrada el blues?                                     | |                              | Musical                                     | Catalunya Ràdio                          |
| Tarda Tardà                                            | Jordi Tardà | 1985-2015                    | Musical                                     | Catalunya Ràdio                          |
| El cibernauta                                          | |                              | Noves tecnologies                           | Catalunya Ràdio                          |
| Generació Digital                                      | Jordi Sellas (2006-2013) Albert Miralles i Roger Seró (2013) Albert Murillo (2013-) | Estius 2006-2012 2008-       | Noves tecnologies                           | Catalunya Ràdio (2006-2019) iCat (2019-) |
| L'internauta                                           | Jordi Vendrell (1995-2001) Vicent Partal (2001-2011) | 1995-2011                    | Noves tecnologies                           | Catalunya Ràdio                          |
| Popap                                                  | Mariola Dinarès | 2016-2023                    | Noves tecnologies                           | Catalunya Ràdio                          |
| Revolució 4.0                                          | Xantal Llavina | 2016-                        | Noves tecnologies                           | Catalunya Ràdio                          |
| La línia de l'Àngels                                   | Àngels Barceló | 1987-1989                    | Participació                                | Catalunya Ràdio                          |
| La nit dels ignorants                                  | Carles Cuní (1987-1996) Sílvia Tarragona (1996-2000) Ariadna Ferrer (2000-2001) Joan Bosch (2001-2004) Mireia Mallol (2008-2010) Xavier Solà (2010-) | 1987-2004 2008-              | Participació                                | Catalunya Ràdio                          |
| La teranyina                                           | |                              | Radionovel·la                               | Catalunya Ràdio                          |
| Els viatgers de la Gran Anaconda                       | Toni Arbonès | 1996-                        | Viatges                                     | Catalunya Ràdio                          |
| Calidoscopi                                            | |                              | Altres                                      | Catalunya Ràdio                          |
| Dies de ràdio                                          | Santi Carreras | Estius 2018-                 | Altres                                      | Catalunya Ràdio                          |
| Els 25                                                 | Mireia Mallol | 2007-2008                    | Altres                                      | Catalunya Ràdio                          |
| El millor de El Tricicle                               | |                              | Altres                                      | Catalunya Ràdio                          |
| Fora de context                                        | |                              | Altres                                      | Instagram                                |
| George Gershwin. Un somni americà                      | Josep Cuní | 1988                         | Altres                                      | Catalunya Ràdio                          |
| Geografia humana                                       | |                              | Altres                                      | Catalunya Ràdio                          |
| L'ofici de viure                                       | Gaspar Hernàndez | 2007-                        | Altres                                      | Catalunya Ràdio                          |
| Màgica ràdio, màgic Andreu                             | Màgic Andreu | Estiu 1989                   | Altres                                      | Catalunya Ràdio                          |
| Soundtrack                                             | Manuel Huerga, Jordi Beltrán i Carles Cayuela | Estiu 1990                   | Altres                                      | Catalunya Ràdio                          |